# Ángel Herrera
Ángel Herrera, född den 2 augusti 1957 i Guantánamo, Kuba, är en kubansk boxare som tog OS-guld i fjäderviktsboxning 1976 i Montréal och därefter OS-guld i lättviktsboxning 1980 i Moskva. Vid det andra olympiska spelet vann han i finalen över den sovjetiske boxaren Viktor Demyanenko.